# Scomunica ai comunisti
La scomunica ai comunisti è un decreto della Congregazione del Sant'Uffizio pubblicato il 1º luglio 1949. Approvato da papa Pio XII, il decreto dichiarava illecita l'iscrizione al Partito Comunista Italiano, nonché ogni forma di appoggio ad esso. La Congregazione dichiarava inoltre che coloro che professavano la dottrina comunista erano da ritenere apostati, quindi incorrevano nella scomunica.

## Contesto storico
Secondo Giuseppe Ruggieri, il decreto non è di facile interpretazione, essendo stati secretati gli atti relativi, e non essendo note né le motivazioni né le fasi della preparazione. La Chiesa cattolica fin da prima del decreto condannava il comunismo; la novità giuridica e il senso storico del decreto consistevano nella condanna ulteriore di chi si iscriveva al partito o collaborava con esso, anche non condividendone l'ideologia. Infatti a quei tempi, anche per venire incontro alle esigenze di alcuni cattolici vicini o aderenti ad esso, il Partito Comunista Italiano non richiedeva l'adesione all'ideologia del materialismo dialettico, ma solo una generica adesione al programma del partito. Sempre secondo Ruggieri, il decreto comporta comunque che il comunismo viene configurato come apostasia della fede cattolica e non come semplice movimento sovversivo.

## Testo integrale del decreto del 1949
Il Decreto in questione è scritto in latino; questa è una sua traduzione integrale:
1. se sia lecito iscriversi al partito comunista o sostenerlo;
2. se sia lecito stampare, divulgare o leggere libri, riviste, giornali o volantini che appoggino la dottrina o l'opera dei comunisti, o scrivere per essi;
3. se possano essere ammessi ai Sacramenti i cristiani che consapevolmente e liberamente hanno compiuto quanto scritto nei numeri 1 e 2;
4. se i cristiani che professano la dottrina comunista materialista e anticristiana, e soprattutto coloro che la difendono e la propagano, incorrano ipso facto nella scomunica riservata alla Sede Apostolica, in quanto apostati della fede cattolica.

Gli Eminentissimi e Reverendissimi Padri preposti alla tutela della fede e della morale, avuto il voto dei Consultori, nella riunione plenaria del 28 giugno 1949 risposero decretando:
1. negativo: infatti il comunismo è materialista e anticristiano; i capi comunisti, sebbene a volte sostengano a parole di non essere contrari alla Religione, di fatto sia nella dottrina sia nelle azioni si dimostrano ostili a Dio, alla vera Religione e alla Chiesa di Cristo;
2. negativo: è proibito dal diritto stesso (cfr. canone 1399[N 1] del Codice di Diritto Canonico);
3. negativo, secondo i normali princìpi di negare i Sacramenti a coloro che non siano ben disposti;
4. affermativo.

Il giorno 30 dello stesso mese ed anno il Papa Pio XII, nella consueta udienza all'Assessore del Sant'Uffizio, ha approvato la decisione dei Padri e ha ordinato di promulgarla nel commentario ufficiale degli Acta Apostolicae Sedis.»
(Decretum, 1º luglio 1949)

## I manifestini del 1949

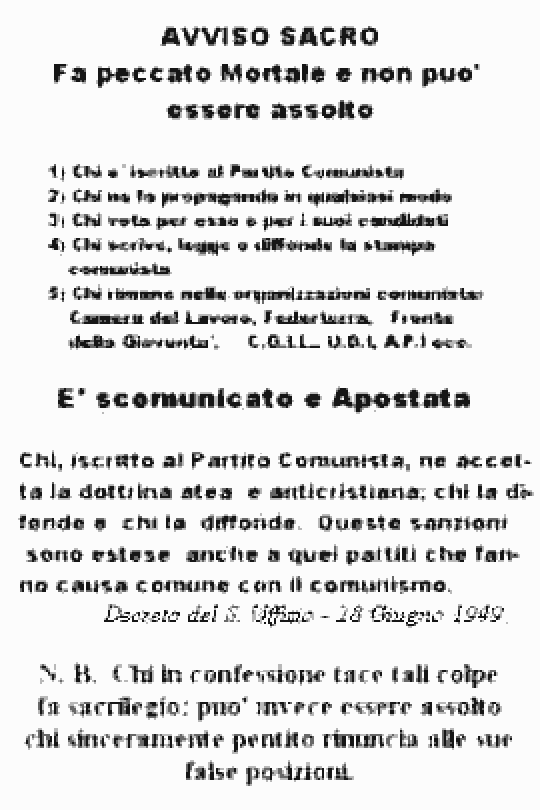
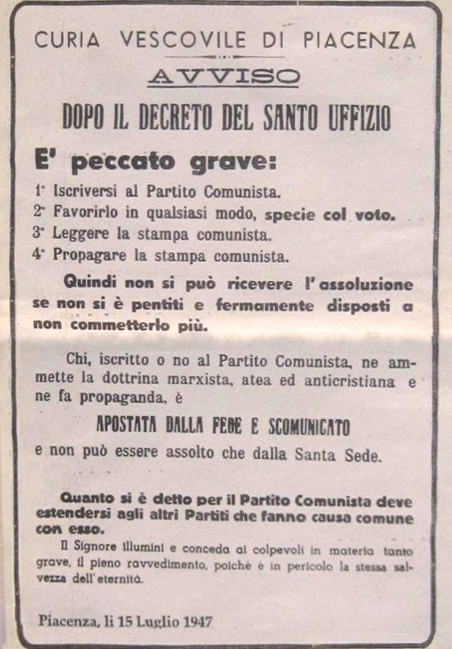
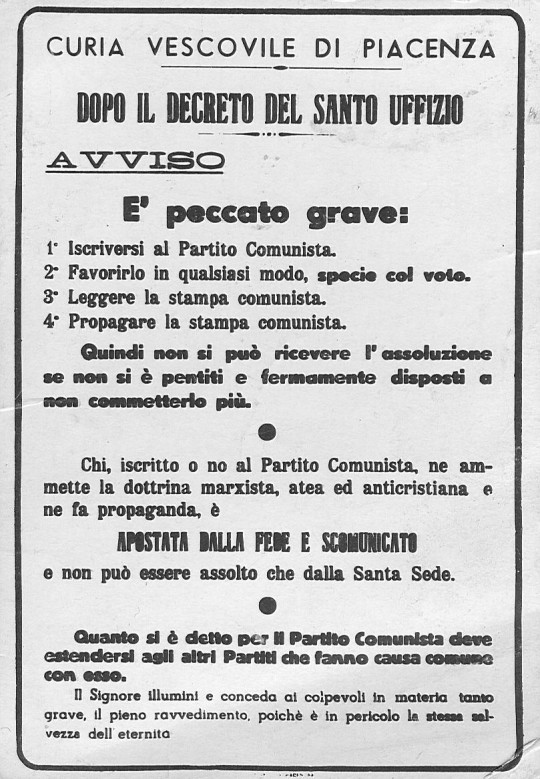
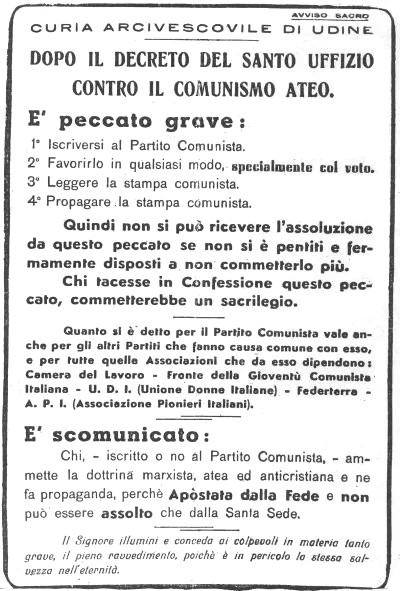
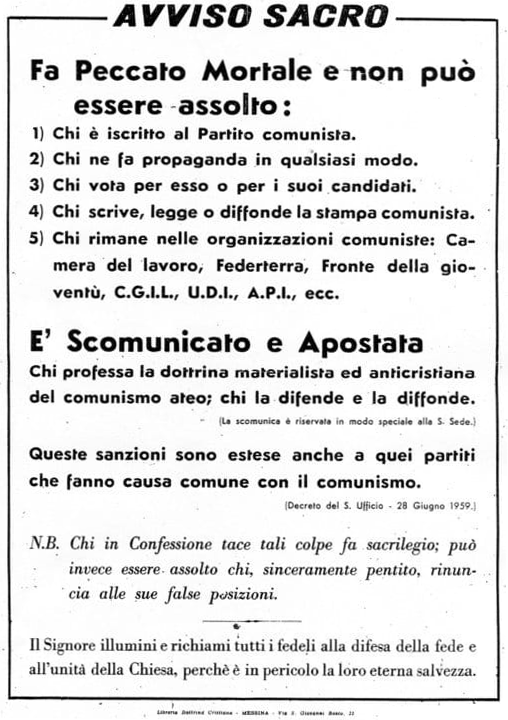
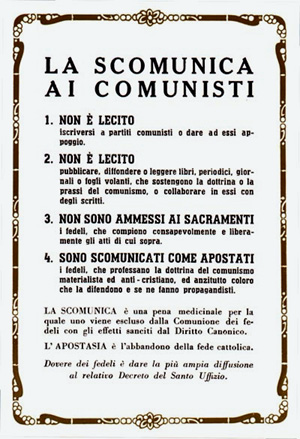

Nelle parrocchie d'Italia il decreto del Sant'Uffizio venne reso pubblico attraverso la stampa e l'affissione di manifesti. Un esempio di questi manifesti è il seguente:
Fa peccato grave e non può essere assolto
1. Chi è iscritto al Partito Comunista.
2. Chi ne fa propaganda in qualsiasi modo.
3. Chi vota per esso e per i suoi candidati.
4. Chi scrive, legge e diffonde la stampa comunista.
5. Chi rimane nelle organizzazioni comuniste: Camera del Lavoro, Federterra, Fronte della Gioventù, CGIL, UDI, API, ecc…

È scomunicato e apostata
Chi, iscritto o no al Partito Comunista, ne accetta la dottrina atea e anticristiana; chi la difende e chi la diffonde. Queste sanzioni sono estese anche a quei partiti che fanno causa comune con il comunismo.
Decreto del Sant'Uffizio - 28 giugno 1949
N.B. Chi in confessione tace tali colpe fa sacrilegio: può invece essere assolto chi sinceramente pentito rinuncia alle sue false posizioni.»
I manifestini ebbero l'effetto di divulgare il contenuto del decreto a tutti i fedeli, ma va notato che i manifestini non avevano sempre lo stesso contenuto, e che talvolta omettevano dettagli significativi. In particolare, spesso era omessa la specificazione che gli atti dovevano essere compiuti consapevolmente e liberamente; la presenza di questi avverbi rendeva l'applicazione del decreto (in particolare, la liceità dell'ammissione ai Sacramenti) dipendente dalla valutazione del sacerdote. In tal senso si esprimerà nel 1961 il cardinale Lercaro:
Inoltre, mentre il decreto non menziona esplicitamente il voto elettorale al PCI, fra gli atti da considerare illeciti, alcuni manifestini diocesani (ad esempio, quello di Piacenza) si esprimono esplicitamente in tal senso, anticipando così il Dubium di cui si tratta nella prossima sezione.

## Il "dubbio" del 1959
La stessa congregazione del Sant'Uffizio pubblicò dieci anni più tardi, il 4 aprile 1959, un decreto (confermato da papa Giovanni XXIII) Dubium, con lo scopo di chiarire il senso e la portata del precedente decreto, aggiornandolo alle mutate condizioni politiche. Anche questo breve testo è scritto in latino; questa è una sua traduzione integrale:
25 marzo 1959
I Cardinali preposti alla tutela della fede e della morale risposero decretando:
negativo, a norma del Decreto del Sant'Uffizio del 1/7/1949, numero 1.
Il giorno 2 aprile dello stesso anno il Papa Giovanni XXIII, nell'udienza al Pro-Segretario del Santo Ufficio, ha approvato la decisione dei Padri e ha ordinato di pubblicarla.»
(Dubium, 4 aprile 1959)

## Aspetti giuridici e arco temporale di validità
Non si tratta, formalmente, di una scomunica motu proprio della Santa Sede o del Papa, ma della dichiarazione ufficiale che i cristiani che professano, difendono e propagano la dottrina comunista si trovano ipso facto in situazione di scomunica, perché aderendo ad una filosofia materialistica e anticristiana sono diventati apostati.
Taluni ritengono che tale dichiarazione, modificata in alcune sue parti nel 1966 durante il pontificato di Paolo VI, sia di fatto decaduta tacitamente con il Concilio Vaticano II, sebbene non vi sia al riguardo alcuna nota ufficiale della Santa Sede e sebbene il Concilio Vaticano II nella Gaudium et spes condanni le dottrine atee e materialiste.

## Reazioni e conseguenze
Il decreto scatenò fortissime polemiche con i comunisti italiani, con i laici in generale e con alcuni movimenti cattolici che si erano avvicinati al PCI. Anche negli ambienti diplomatici vaticani furono espresse perplessità, quanto meno sulle modalità dell'emanazione del decreto senza nessuna preparazione precedente. Anche molte cancellerie internazionali si dimostrarono perplesse. 
A detta di Giuseppe Ruggieri, sul piano pastorale in molti casi il decreto ebbe conseguenze disastrose, al punto che una dichiarazione del Sant'Uffizio dell'11 agosto 1949 precisava che il matrimonio non era da considerarsi incluso fra i Sacramenti che non potevano essere somministrati.
In contrapposizione alle interpretazioni restrittive, Giuseppe Siri ne volle dare un'interpretazione «larga», includendo di fatto anche il Partito Socialista Italiano.

### Annotazioni
1. ↑  Qui il Decreto si riferisce al canone 1399 del Codice allora in vigore, promulgato nel 1917: il canone in questione vietava di stampare libri contrari alla fede cristiana e ai buoni costumi.
2. ↑  L'abolizione del canone 1399 del Codice di Diritto Canonico avvenuta sotto papa Paolo VI (in Decretum de interpretatione «Notificatio» die 14 iunii 1966 circa «Indicem» librorum prohibitorum[5].), influisce solo sul punto 2 abrogandolo e modifica parzialmente il 3 del decreto del 1949, mentre i rimanenti punti restano ancora validi, fino alla eventuale riconferma, abolizione o nuova modifica del decreto.

### Riferimenti
1. 1 2 3   Marco Politi, La scomunica del comunismo, in La Repubblica, Roma, 28 giugno 2009. URL consultato il 23 gennaio 2019.
2. 1 2 3 4  Ruggieri 2011.
3. ↑  Decretum 1949.
4. ↑  Dubium.
5. ↑  Decretum 1966.
6. ↑   Giuseppe Pirola e Giovanni Battista Chiaradia, Chi appoggia i comunisti, incorre nella scomunica?, su diodopointernet.it, 25 marzo 2008. URL consultato il 15 marzo 2009.
7. ↑  Lai 1993, p. 160 (in nota).

### Pubblicazioni
- (LA) Petrus Vigorita, Decretum (PDF), in Acta Apostolicae Sedis, vol. 41, 1º luglio 1949,  p. 334.
- (LA) Hugo O'Flaherty, Dubium (PDF), in Acta Apostolicae Sedis, vol. 51, 4 aprile 1959,  pp. 271-272.
- (LA) Alfredo Ottaviani, Decretum (PDF), in Acta Apostolicae Sedis, vol. 58, 15 novembre 1966,  p. 1186.